# Ansprand
Ansprand (né vers 657 — mort le 13 juin 712) est brièvement roi des Lombards d'Italie en 712. Il ne règne que quelques mois.

## Biographie
Duc d'Asti, Ansprand est d'abord tuteur du jeune roi Liutpert en 700 puis en 701, avant de s'exiler auprès du duc de Bavière Thibert après le renversement et l'assassinat du roi en 702. En 712, grâce à l'aide militaire des Bavarois, il réussit à vaincre le roi Aripert II, qui avait auparavant fait assassiner sa femme (après l'avoir défigurée) et ses fils, et monte sur le trône lombard (mars 712). Son règne est fort bref ; en juin de la même année, il tombe malade. Selon Paul Diacre, « les Lombards, voyant qu'il allait mourir, couronnèrent à sa place son fils Liutprand, et Ansprand qui vivait encore s'en réjouit beaucoup ».

### Source primaire
- Paul Diacre, Histoire des Lombards, VI.

### Sources secondaires
- Marie-Nicolas Bouillet  et Alexis Chassang (dir.), « Ansprand » dans Dictionnaire universel d’histoire et de géographie, 1878 (lire sur Wikisource).
- Gianluigi Barni, La conquête de l'Italie par les Lombards — VIe siècle — Les Événements, coll. « Le Mémorial des Siècles », Éditions Albin Michel, Paris, 1975.  (ISBN 2226000712).